# High Point (Comtat de Palm Beach)
High Point és un lloc designat pel cens del Comtat de Palm Beach a l'estat de Florida dels Estats Units d'Amèrica

## Demografia
Segons el cens del 2000 High Point tenia 2.191 habitants., 1.298 habitatges, i 681 famílies. La densitat de població era de 1.433,8 habitants/km².
Dels 1.298 habitatges en un 2,5% hi vivien nens de menys de 18 anys, en un 47,4% hi vivien parelles casades, en un 3,6% dones solteres, i en un 47,5% no eren unitats familiars. En el 43,9% dels habitatges hi vivien persones soles el 36,4% de les quals corresponia a persones de 65 anys o més que vivien soles. El nombre mitjà de persones vivint en cada habitatge era d'1,69 i el nombre mitjà de persones que vivien en cada família era de 2,21.
Per edats la població es repartia de la següent manera: un 3,2% tenia menys de 18 anys, un 2,1% entre 18 i 24, un 7,3% entre 25 i 44, un 12,3% de 45 a 60 i un 75,1% 65 anys o més.
L'edat mediana era de 75 anys. Per cada 100 dones de 18 o més anys hi havia 76,9 homes.
La renda mediana per habitatge era de 30.530 $ i la renda mediana per família de 36.151 $. Els homes tenien una renda mediana de 21.750 $ mentre que les dones 32.031 $. La renda per capita de la població era de 21.270 $. Entorn del 3,9% de les famílies i el 6,6% de la població estaven per davall del llindar de pobresa.

## Poblacions properes
El següent diagrama mostra les poblacions més properes.